# Bitka za Liman
Bitka za Liman je bil vojaški spopad med rusko invazijo na Ukrajino leta 2022 kot del bitke za Donbas in širše vzhodne ukrajinske ofenzive. Začela se je 23. maja in končala 27. maja 2022.

## Ozadje
Mesec dni po ruski invaziji je Rusija trdila, da nadzoruje 93 % Luganske oblasti, tako da sta na tem območju kot strateško pomembni ukrajinski ozemlji postala Sieverodoneck in Lisičansk. Ruski načrti za zavzetje Sieverodonecka so bili odvisni od njihovih uspehov v bližnjih Rubižnah na severu in Popasni na jugu. Do 6. aprila so ruske sile domnevno zavzele 60 % Rubižnega, Sieverodoneck pa je bil redno obstreljevan. Naslednji dan so sile 128. gorskojurišne brigade izvedle ofenzivo, ki je po poročanju ruske sile potisnila 6–10 kilometrov stran od bližnje Kremine. Ruske sile naj bi 12. maja 2022 zasedle Rubižno in bližnje mesto Voevodivka.
Južno od Limana je sredi maja 2022 potekala bitka pri Sieverskem Donecku, v kateri je Ukrajina odbila številne ruske poskuse prečkanja reke. Ruske sile so med poskusi utrpele med 400 in 485 mrtvih in ranjenih.

## Bitka
Ruske sile so okrepile ofenzivne operacije v okolici Limana in uspehe dosegle 23. maja. Ruske sile so začele napad na sever Limana in prevzele vsaj delni nadzor nad mestom. Ruske sile so dodatno okrepile topniško obstreljevanje Avdiivke in izkoristile predhodno zavzetje Novoselivke za napredovanje proti Avdiivki in pridobile dostop do avtoceste proti Slovjansku. Rusi so naslednji dan okrepili svoje napade proti središču mesta in začeli z uličnimi boji. Ob podpori topništva in letalstva so ruske sile 25. maja nadaljevale ofenzivo proti Limanu in zavzele približno 70 % mesta. Ukrajinske sile so se umaknile v južne četrti mesta in se močno upirale, nekateri vojaki pa so se med obleganjem predali.
Po končani evakuaciji civilistov in opustitvi zalog preostalim so zadnje ukrajinske sile Liman zapustile 26. maja popoldne in pri tem uničile zadnji preostali most za seboj. Svetovalec ukrajinskega predsednika Oleksij Arestovič je dejal, da so mesto zavzele ruske sile, izjavo je potrdil Inštitut za preučevanje vojne. 
Naslednji dan je ukrajinsko obrambno ministrstvo trdilo, da bitka za nadzor nad mestom še vedno poteka, da njihove sile še naprej zadržujejo jugozahodna in severovzhodna okrožja, medtem ko so drugi ukrajinski uradniki priznali večinski ruski nadzor mesta. Združeno kraljestvo je tudi ocenilo, da je večina mesta do 27. maja prešla pod ruski nadzor. Tako proruske separatistične sile kot ruska vojska so 27. in 28. maja ločeno razglasile zmago. 30. maja zgodaj zjutraj je ukrajinska vojska priznala, da so se ruske sile utrdile v Limanu in se pripravljajo na napad proti Slovjansku. 
Poročali so, da je bataljon ukrajinske 79. letalsko-jurišne brigade v spopadih utrpel več kot 100 ubitih, med 200 in 300 vojakov pa je bilo zajetih.